# Mercedes 24/100/140 PS
Mercedes 24/100/140 PS (з 1928 року — Mercedes-Benz Typ 630) — серія великих люксових легкових автомобілів, представлених німецькою компанією Daimler-Motoren-Gesellschaft з Унтертюркгайма (передмістя Штутгарта) у 1924 році. Автомобіль був концептуально і технічно близьким до Mercedes 15/70/100 PS, однак модель 24/100/140 PS була довшою, важчою, потужнішою, швидшою та дорожчою. Визначальною рисою цієї флагманської лінійки транспортних засобів став нагнітач («Kompressor»), встановлений на двигуні, і який збільшував його потужність. Виробництво серії тривало до 1929 року навіть після злиття підприємства Готліба Даймлера з компанією Карла Бенца в червні 1926 року, після чого марка отримала назву «Mercedes-Benz Typ 630».
У 1926 році була представлено спортивну версію автомобіля під назвою «Modell K», що іноді згадується як Mercedes-Benz 24/110/160 PS. Вона мала модернізоване шасі й трансмісію та покращені характеристики силового агрегату.

## Історична довідка

### Проєктування

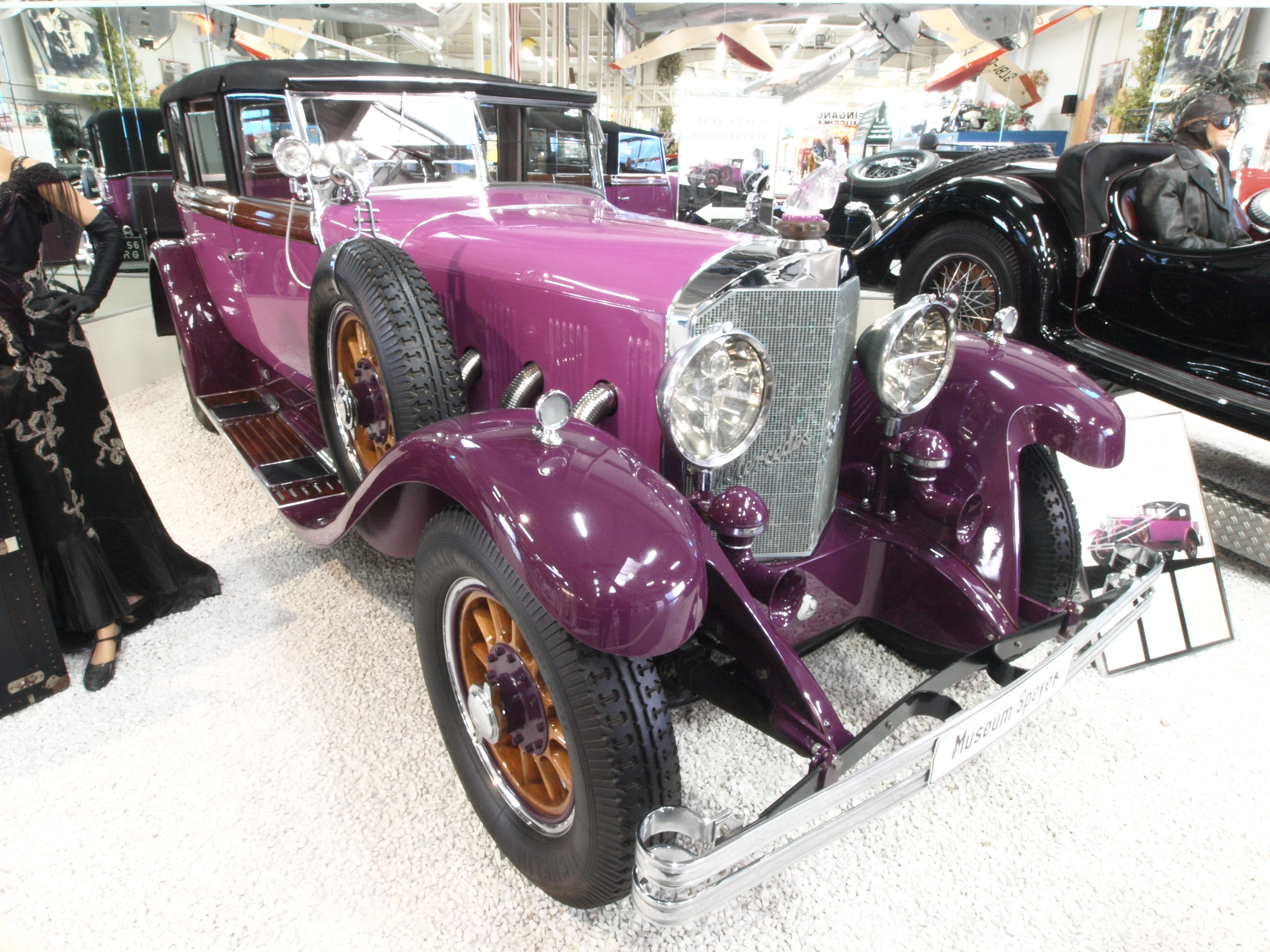
Mercedes-Benz Typ 630 1928 року

Плани на розробку нового автомобіля були складені ще технічним директором компанії Daimler-Motoren-Gesellschaft Паулем Даймлером, сином засновника підприємства. У той час як П. Даймлер мав намір розробити нову восьмициліндрову модель, наглядова рада фірми вимагала від нього розробки серійного автомобіля, який мав би мати хороші показники продажів. Після виникнення запеклих розбіжностей щодо нової модельної політики Пауль покинув компанію в 1922 році, перейшовши до Horch, конкуруючого виробника автомобілів. Його наступник, Фердинанд Порше очолив конструкторське бюро 30 квітня 1923 року і прибув на завод в Австрію для завершення розробки та відпрацювання планів випуску нової серії, що отримала назву «24/100/140 PS». Стратегічні ідеї розвитку моделі були однаковими в обох інженерів і ґрунтувалися на технологіях, які добре зарекомендували себе на перегонових автомобілях компанії. Дотримуючись рішення із застосуванням нагнітача, представленого Даймлером, Фердинанд розпочав розробку двох нових гоночних автомобілів, а також двох моделей легкових автомобілів вищого класу. В результаті застосування знань та досвіду, отриманих на гоночних трасах, конструктори компанії розробили два великі, швидкі та дуже дорогі дорожні автомобілі — 15/70/100 PS і 24/100/140 PS.
Внутрішніми кодами нових моделей для ефективного ведення документації, стали W836 і W9456. Вони відповідали номенклатурній системі, введеній компанією «DMG» у 1922 році, що ґрунтувалась на раніше встановлених внутрішніх кодах двигунів. При маркуванні шасі використовувався той же номер, що й у двигуна, з тією різницею, що літера «M» (від нім. Motor — «двигун») була замінена на «W» (від нім. Wagen — «автомобіль»). Сам кодовий номер складався із систематизованої комбінації розмірів циліндрів та їх кількості. Так, наприклад, під M9456 мався на увазі шестициліндровий двигун (остання цифра) з діаметром циліндра 90 мм (перша цифра) і ходом поршня 145 мм (друга й третя цифри).

### Прем'єра
Автомобіль Mercedes 24/100/140 PS було запущено в серійне виробництво і прем'єрне представлення його для публіки відбулася в грудні 1924 року. Презентація нової моделі відбулася в рамках Берлінського автомобільного салону, що відзначав своє 25-річчя, відчинивши додаткову виставкову залу. Автомобіль став флагманською моделлю компанії, перебравши на себе це почесне звання від Mercedes 28/95 PS, виробництво якого було припинене в серпні 1924 року.
На початку 1926 року, напередодні злиття компаній, була розроблена спортивна версія 24/100/140 PS, яка оснащувалась шасі меншої довжини з колісною базою у 3400 мм (-350 мм) й отримала до назви суфікс «К». Окрім модифікованої підвіски модель отримала оновлений двигун, ступінь стиску у якому було збільшено до 5,0:1, а високовольтне магнетозапалювання було доповнене запалюванням від акумуляторної батареї. Навесні 1926 року компанія отримала замовлення на 20 одиниць моделі К. Перші автомобілі були поставлені вже в травні того ж року, незважаючи на те, що нова топова модель серії не була частиною офіційної програми продажів і навіть не фігурувала в прайс-листі. Особливістю нової ексклюзивної моделі були зовнішні вихлопні труби, поміщені у металеві патрубки. Дане рішення вирізняло зовнішній вигляд особливо спортивних і потужних моделей компанії ще з часів автомобіля Mercedes 37/90 PS. У прес-релізі, випущеному з нагоди Берлінського автомобільного салону у жовтні 1926 року, нова модель описувалася так:

Щоб задовольнити особливі потреби джентльмена, який бажає взяти участь у спортивних змаганнях, концерн Daimler-Benz AG випустив шестилітрову модель K, максимальна продуктивність якої перевершує навіть базову модель Оригінальний текст (нім.)
Für die besonderen Bedürfnisse des Herrenfahrers, der sich an sportlichen Wettbewerben beteiligen will, hat die Daimler-Benz A.G. das Modell "K" des Sechsliter-Typs herausgebracht, dessen Spitzenleistung noch über der des normalen Modells liegt.

Після злиття двох автомобільних підприємств постало питання про перегляд та модернізацію асортименту продукції нового концерну. Поряд із двома автомобілями класу «люкс», до яких входив Mercedes 24/100/140 PS, Штутгартська компанія також працювала над дволітровою моделлю, яка була розроблена за аналогічними принципами. Проте, високі витрати виробництва вказували на те, що технічно складна конструкція не була повністю придатна для дешевого серійного автомобіля. Після закінчення тривалих дискусій, що проводилися на численних засіданнях ради керівників підприємства, представникам з Мангайма вдалося просунути свої ідеї і приступити до розробки менш амбітної, технічно надійної та дешевої серійної моделі. В результаті в кінці 1926 замість автомобіля з дволітровим двигуном і наддувом конструкції Ф. Порше в серійне виробництво надійшли моделі 8/38 PS і 12/55 PS. Вартість Mercedes 24/100/140 PS на цьому етапі становила 19250 марок виключно за шасі, 23800 — за п'ятимісний туринг з відкритим верхом (24000 для семимісного варіанту), 26750 за шести/семимісне купе і 27750 за пульман-лімузин.

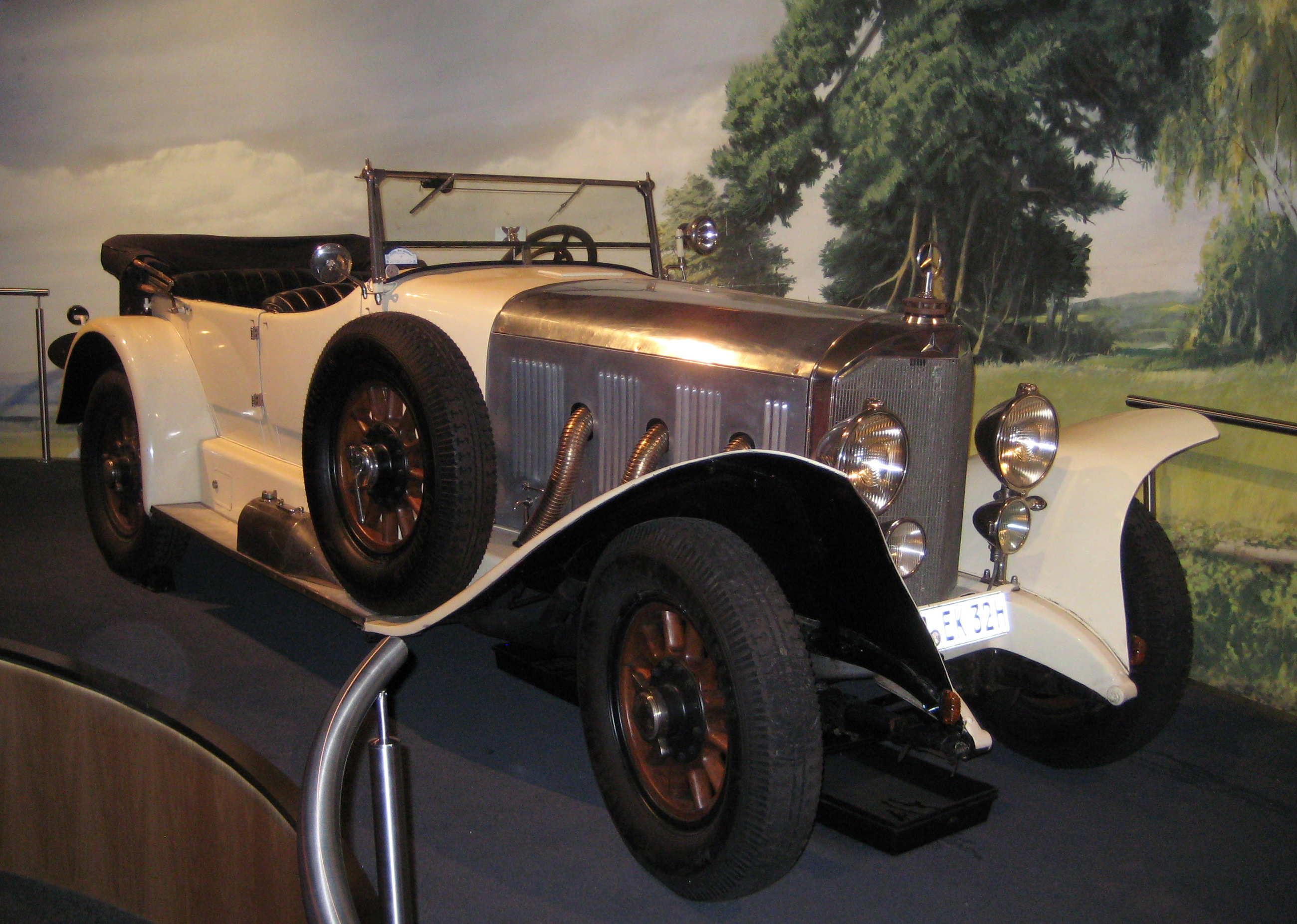
Mercedes-Benz Typ 630K (спортивна версія)

Протягом усього періоду випуску конструкція автомобіля Mercedes 24/100/140 PS зазнала лише незначної кількості модифікацій. Зміна назви на Mercedes-Benz Typ 630, що відбулась після злиття фірм Daimler-Motoren-Gesellschaft і Benz & Cie., не супроводжувалося якимось серйозними змінами в автомобілі. Проте, у 1927 році центр мас моделі був опущений в результаті переходу на застосування нижче підвішеної осі шасі (на ранній версії автомобіля застосовувалося рішення підвісної конструкції шасі під назвою «Hochbett», при якому поздовжні елементи шасі кріпилися безпосередньо над осями). У 1928 році ефективність гальмівної системи була покращена за рахунок застосування вакуумного підсилення. Крім того, було переглянуто та оновлено асортимент доступних заводських кузовів.
У 1929 році для «Mercedes-Benz Typ 630» з'явилась можливість встановлювати високопродуктивний двигун потужністю 110 к. с. (81 кВт) / 160 к.с. (118 кВт), який з 1928 року був доступний лише для спортивних автомобілів. Вартість цієї додаткової опції становила 2000 німецьких марок, що становило близько 8 % від загальної вартості моделі з класичним двигуном «Typ 630» (вартість шестимісного автомобіля з відкритим кузовом типу туринг на той момент становила 24000 марок).
Виробництво базової моделі серії повністю припинилося у липні 1929 року. У період з жовтня 1928 по липень 1929 було вироблено 37 автомобілів з традиційним двигуном і 65 моделі K. Складання найбільш потужних версій тривало до квітня 1930 року. На момент закінчення виробництва кількість випущених екземплярів автомобілів серії за даними виробника становило 1033 одиниці (за іншими даними 1080 одиниць з випуском до 1930 року плюс 117 одиниць зі спортивним двигуном). На заміну розкішної версії в кузові лімузин прийшов ще громіздкіший і потужніший автомобіль Mercedes-Benz Typ 770 (W07). Спортивну версію K поступово стали замінювати моделі Mercedes-Benz SS і SSK, виробництво яких, хоча й у дуже невеликих кількостях стартувало ще у 1928 році.

## Розшифрування марки
До початку виробництва нової серії автомобілів у 1924 році компанія «Daimler-Motoren-Gesellschaft» уже багато років випускала власну продукцію під брендом «Mercedes». Для формування ринкової назви моделі виробник використовував поширені німецькі правила іменування марок авто того часу. Так у 24/100/140 PS приставка «24» вказувала на кількість податкових кінський сил автомобіля, що використовувались владою для визначення рівня річного податку на транспортний засіб, який мав заплатити власник. Числа «100» і «140» вказували на заявлені виробником характеристики щодо фактичної вихідної потужності автомобіля у кінських силах. В Німеччині податкова кінська сила, що була визначена законом з 1906 року, ґрунтувалась на розмірах циліндрів двигуна (діаметр і хід поршня).
Незвичайною особливістю в назві цієї серії автомобілів було включення одразу двох різних показників вихідної потужності. Це пов'язано з наявністю нагнітача, що відключався, встановленого на двигуні. При відключеному пристрої максимальна заявлена потужність становила 100 к. с., а при використанні нагнітача вона зростала 140 к. с..
Модель «Mercedes 24/100/140 PS» була однією з двох моделей компанії «DMG», яка пережила злиття підприємства з фірмою «Benz & Cie.». За угодою, прийнятою керівництвами обох сторін, вся продукція об'єднаного концерну Daimler-Benz AG тепер повинна була випускатися під брендом «Mercedes-Benz», а позначення моделей мало тризначним числом, яке при множенні на 10 давало робочий об'єм двигуна. У зв'язку з цим назва серії змінилось на «Mercedes-Benz Typ 630».

## Конструктивні особливості

### Виконання кузова

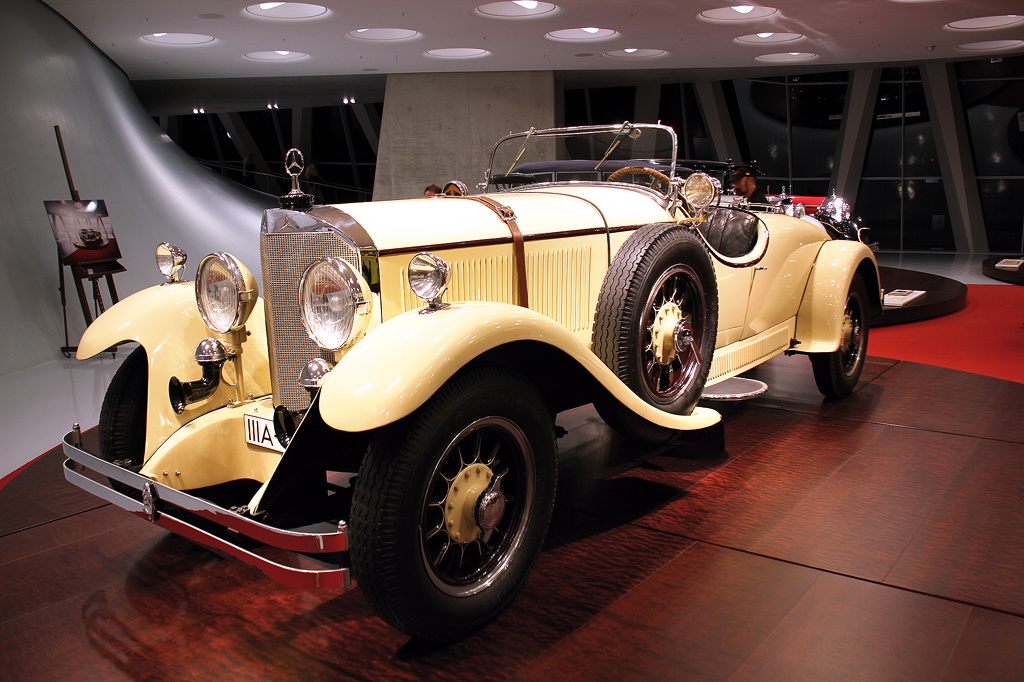
Кабріолет «Mercedes 24/100/140 PS» (1926)

Автомобіль «Mercedes 24/100/140 PS» розроблявся так, щоб клієнти компанії мали можливість придбати виключно шасі, на яке у подальшому можна було б встановити кузов, випущений на замовлення стороннім виробником. Одним з найяскравіших прикладів є екземпляр, що належав Паулю фон Гінденбургу, президенту Німеччини, чий «Typ 630» 1929 року випуску оснащався кузовом Пульман-Ландо, виготовленим Берлінською кузовною майстернею «Jos. Neuss».
До числа компаній-виробників кузовів за проєктами клієнтів входили такі відомі свого часу фірми, як «Balzer» (Людвігсбург), «Castagna» (Брюссель), «Erdmann & Rossi» (Берлін), «Zurich Hibbard & Darrin» (Париж), «Zschau» (Лейпциг), «Papler & Sohn GmbH» (Брюссель) та інші.
Саме ж підприємство пропонувало автомобіль в кузовах: чотири- або (з 1925 року) шестимісне торпедо («Tourenwagen»), шестимісний лімузин («Pullman-Limousine»), шестимісний ландо («Landaulet»), купе-лімузин («Coupe-Limousine») і чотиридверний чотиримісний кабріолет.

### Двигун
На автомобіль ставився рядний шестициліндровий (I6) бензиновий двигун внутрішнього згоряння з робочим об'ємом у 6240 см3. В конструкції силового агрегату використовувався розподільний вал верхнього розташування (OHC), який знаходився у чавунній головці блока циліндрів, що на ті часи було незвичною особливістю. Як і в чотирициліндрових моделях він урухомлювався вертикальним валом і керування клапанами здійснювалось через коливні важелі (коромисла). Чавунними також були гільзи циліндрів, що монтувались у блок циліндрів, виготовлений з легкого сплаву. Як і в моделі «AD 617», випущеної філією Austro-Daimler, в конструкції двигуна автомобіля застосовувався колінчастий вал з чотирма опорними шийками. Важливою особливістю було використання сухої багатодискової муфти зчеплення замість подвійної конусної муфти зчеплення зі шкіряними накладками. Система живлення базувалась на одному карбюраторі дросельного типу з кільцевим поплавцем. Охолодження забезпечував загострений нікельований радіатор стільникового типу. Для збільшення потужності двигуна застосовувався нагнітач, що вже раніше пройшов випробування на перегонових автомобілях компанії. Він розташовувався на передній частині двигуна у легкосплавному корпусі з ребрами охолодження. Активування нагнітача відбувалось при натиснення педалі акселератора до упору (даний режим в сучасних автомобілях відомий як «кікдаун»). При вимкненому пристрої максимальна заявлена потужність становила 100 к. с. (74 кВт) при 2800 об/хв; при роботі нагнітача максимальна потужність зростала до 140 к. с. (103 кВт) при 3100 об/хв. Максимальна швидкість автомобіля сягала 115 км/год або 120 км/год залежно від типу встановленої трансмісії, що різнилась передатним числом головної передачі (4,00 або 4,36). З трансмісією також були пов'язані стартер, повітряна помпа для накачування шин у випадку їх пошкодження, важіль перемикання передач і ручне гальмо, а також педалі зчеплення і гальм. Паливний бак місткістю 110 літрів (стандартна модифікація) або 140 літрів (спортивна версія) розташовувався в задній частині транспортного засобу.
У жовтні 1928 року конструкція двигуна була дещо удосконалена, завдяки чому його характеристики продуктивності зросли до 110 к. с. (103 кВт) і (160 к. с.  (118 кВт) при увімкнутому нагнітачі).

### Ходова частина

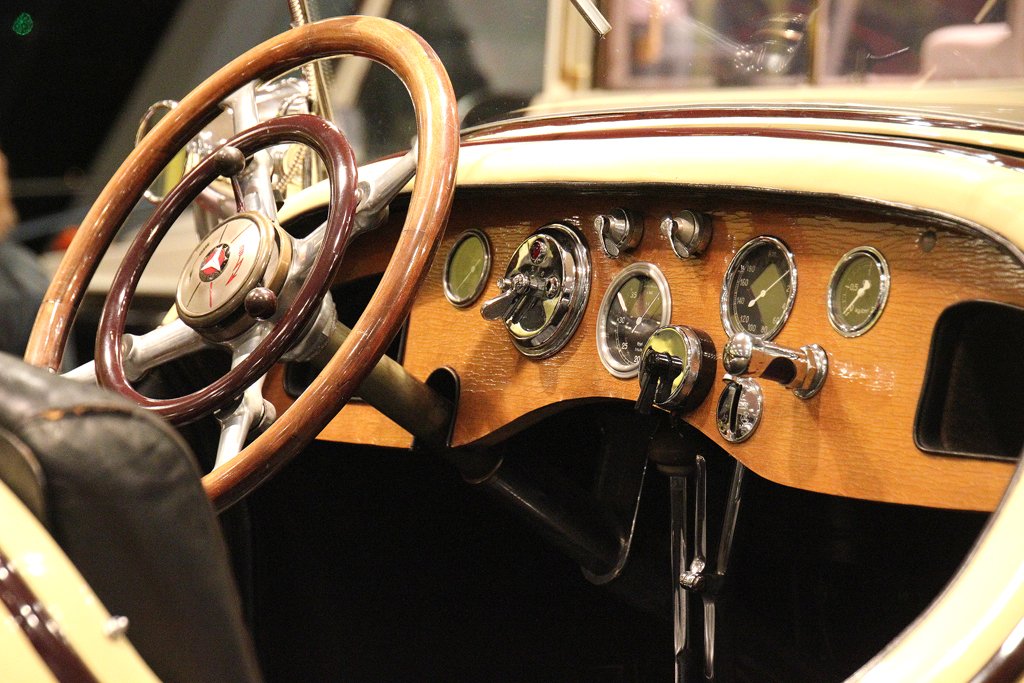
Салон автомобіля

Автомобіль Mercedes 24/100/140 PS реалізовував традиційне передньомоторне задньоприводне компонування. Потужність двигуна передавалась на задні колеса через суху багатодискову муфту та чотириступінчасту механічну коробку передач.
Конфігурація підвіски відповідала вимогам того часу. В конструкції шасі використовувалась сталева рама з U-подібного профілю, напівеліптичні листові ресори і жорсткі балки на осях. В механізмі керма використовувалась черв'ячна пара. До 1928 року для гальмування використовувалось звичайне механічне ножне гальмо. Згодом на автомобілі почали встановлювати тросові приводи гальм на всі колеса з вакуумним підсилювачем «Bosch-Dewandre». Ручне стоянкове гальмо діяло лише на задні колеса.